# Спокан Чифс
«Спокан Чифс» (англ. Spokane Chiefs) — молодёжный хоккейный клуб из города Спокан, штат Вашингтон, США. Выступает в Западной хоккейной лиге (WHL), одной из трёх лиг, составляющих Канадскую хоккейную лигу (CHL). Домашние матчи команда проводит на «Спокан-арене». По состоянию на 2010 год «Спокан Чифс» входил в десятку лучших по посещаемости Канадской хоккейной лиги.

## История
«Спокан Чифс» — название хоккейной команды, которая играла в Западной международной хоккейной лиге (WIHL) с 1982 по 1985 год. В свой последний год «Чифс» стали чемпионами регулярного сезона WIHL.
Нынешняя франшиза была предоставлена в 1982 году Келоуне, Британская Колумбия, как «Келоуна Уингз». В 1985 году команда переехала в Спокан, штат Вашингтон, и стала «Чифс». До «Спокан Чифс» в Спокане существовала ещё одна франшиза WHL, «Спокан Флайерз», которая играла между 1980 и 1982 годами.

## Достижения
- Чемпион WHL (2): 1991 год, 2008 год;
- Финалист WHL : 1991 год, 1996 год, 2000 год, 2008 год;
- Мемориальный кубок (2): 1991 год, 2008 год;